# Naruszewo
Naruszewo – wieś sołecka w Polsce położona w województwie mazowieckim, w powiecie płońskim, w gminie Naruszewo. Leży nad Naruszewką dopływem Wkry.
Miejscowość jest siedzibą gminy Naruszewo.
We wsi znajduje się parafia pw. św. Tekli oraz  Szkoła Podstawowa im. Marii Konopnickiej.
Wieś duchowna Naruszowo położona była w drugiej połowie XVI wieku w powiecie sąchockim ziemi ciechanowskiej województwa mazowieckiego.
W latach 1954–1972 wieś należała i była siedzibą władz gromady Naruszewo. W latach 1975–1998 miejscowość administracyjnie należała do województwa ciechanowskiego.

## Ludzie związani z Naruszewem
- Urodził się tu Stanisław Pierściński – starszy sierżant Wojska Polskiego, uczestnik powstania warszawskiego, kawaler Orderu Virtuti Militari i dwukrotnie Krzyża Walecznych.
- Pochowany w Naruszewie został Stefan Trzciński – Polak stracony przez Niemców za pomaganie Żydom podczas II wojny światowej